# Clint Walker

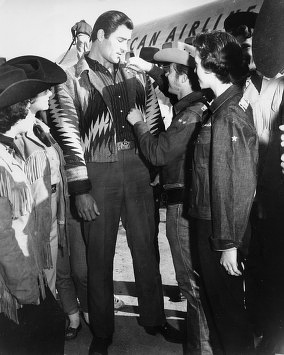
Clint Walker, 1950er Jahre

Norman Eugene „Clint“ Walker (* 30. Mai 1927 in Hartford, Illinois; † 21. Mai 2018 in Grass Valley, Kalifornien) war ein US-amerikanischer Schauspieler, der in den 1950er Jahren durch die Fernsehserie Cheyenne bekannt wurde.

## Leben
Clint Walker wurde in der Zeit der Weltwirtschaftskrise geboren; seine Familie war durch Arbeitslosigkeit gezwungen, von Stadt zu Stadt zu ziehen. Er verließ im Alter von 16 Jahren die Schule, um in einer Fabrik und auf den Flussbooten in der Gegend zu arbeiten. Mit 17 Jahren trat er der amerikanischen Handelsmarine bei. Im Anschluss arbeitete er auf den Ölfeldern von Brownwood in Texas. Über Long Beach kam er nach Las Vegas, wo er als Deputy Sheriff im Hotel Sands arbeitete.
Im Anschluss ging er nach Hollywood, wo er Cecil B. DeMille kennenlernte, der ihm eine Rolle in seinem neuesten Film Die zehn Gebote anbot. Danach spielte er die Titelrolle in der Fernsehserie Cheyenne, die acht Jahre lief. Sie war eine der ersten Fernsehwesternserien und etablierte Walker als einen der größten neuen Fernsehstars.
Nach dem Ende der Serie drehte er Filme wie Der Lohn der Mutigen und Das dreckige Dutzend und nahm für Warner Bros. Records ein Album mit Songs auf. Im Mai 1971 hatte er einen Unfall in Mammoth Mountain, bei dem ihn eine Skistange durchbohrte. Zwei Monate später drehte er in Spanien mit Telly Savalas den Film Viva Pancho Villa. In den 1980er und 90er Jahren stand er erneut unter anderem für die Serie Love Boat und in Der beste Spieler weit und breit: Sein höchster Einsatz vor der Kamera, wirkte in einer Folge von Kung Fu mit und arbeitete für die Produktion von Small Soldiers als Synchronsprecher.
Clint Walker hat eine Tochter und war seit 1997 in dritter Ehe mit Susan Callavari verheiratet. Er starb im Mai 2018, wenige Tage vor seinem 91. Geburtstag.

## Filmografie (Auswahl)

### Filme
- 1954: Jungle Gents
- 1956: Die zehn Gebote (The Ten Commandments)
- 1957: The Travellers
- 1958: Im Höllentempo nach Fort Dobbs (Fort Dobbs)
- 1958: Ich bin Cheyenne (Born Bad)
- 1959: Cheyenne kennt keine Gnade (Johnny Bravo)
- 1959: Man nannte ihn Kelly (Yellowstone Kelly)
- 1961: Das Gold der sieben Berge (Gold of the Seven Saints)
- 1963: Der Scout der schwarzen Berge (Gold, Glory and Custer)
- 1964: Schick mir keine Blumen (Send Me No Flowers)
- 1965: Der Lohn der Mutigen (None But The Brave)
- 1965: Die Todes-Ranch (Night of the Grizzly)
- 1966: Gefahr im Tal der Tiger (Maya)
- 1967: Das dreckige Dutzend (The Dirty Dozen)
- 1968: Hochwürden dreht sein größtes Ding (The Great Bank Robbery)
- 1969: Killer Cain (More Dead Than Alive)
- 1969: Sam Whiskey
- 1970: Yuma
- 1972: Viva Pancho Villa (El desafío de Pancho Villa)
- 1972: Tödliche Ernte (Deadly Harvest)
- 1972: Kopfgeldjäger (The Bounty Man) (Fernsehfilm)
- 1976: Bakers Habicht (Baker’s Hawk)
- 1977: Der weiße Büffel (The White Buffalo)
- 1977: 1993 – Welt im Chaos (Deadly Harvest)
- 1983: Ein Sprung in der Schüssel (Hysterical)
- 1986: Snake Inferno (The Serpent Warriors)
- 1991: Der beste Spieler weit und breit: Sein höchster Einsatz (The Gambler Returns: The Luck of the Draw) (Fernsehfilm)
- 1998: Small Soldiers (Stimme)

### Fernsehserien
- 1955–1963: Cheyenne (108 Folgen)
- 1960: Maverick (1 Folge)
- 1963: 77 Sunset Strip (3 Folgen)
- 1974: Kodiak (13 Folgen)
- 1983: Love Boat (1 Folge)